# Communauté de communes des Duyes et Bléone
Die Communauté de communes des Duyes et Bléone war ein französischer Gemeindeverband mit der Rechtsform einer Communauté de communes im Département Alpes-de-Haute-Provence in der Region Provence-Alpes-Côte d’Azur. Sie wurde am 29. Dezember 1992 gegründet und umfasste sieben Gemeinden. Der Verwaltungssitz befand sich im Ort Mallemoisson.

## Historische Entwicklung
Am 1. Januar 2017 wurde der Gemeindeverband mit den Communautés de communes Asse-Bléone-Verdon, Haute-Bléone, Moyenne-Durance und Pays de Seyne zur neuen Provence-Alpes-Agglomération zusammengeschlossen.

## Ehemalige Mitgliedsgemeinden
1. Barras
2. Le Castellard-Mélan
3. Le Chaffaut-Saint-Jurson
4. Hautes-Duyes
5. Mallemoisson
6. Mirabeau
7. Thoard